# Caesalpinia bonduc
Caesalpinia bonduc ist eine Kletterpflanze aus der Familie der Hülsenfrüchtler (Fabaceae), die in den Tropen von Afrika, Amerika und Asien vorkommt.

## Beschreibung

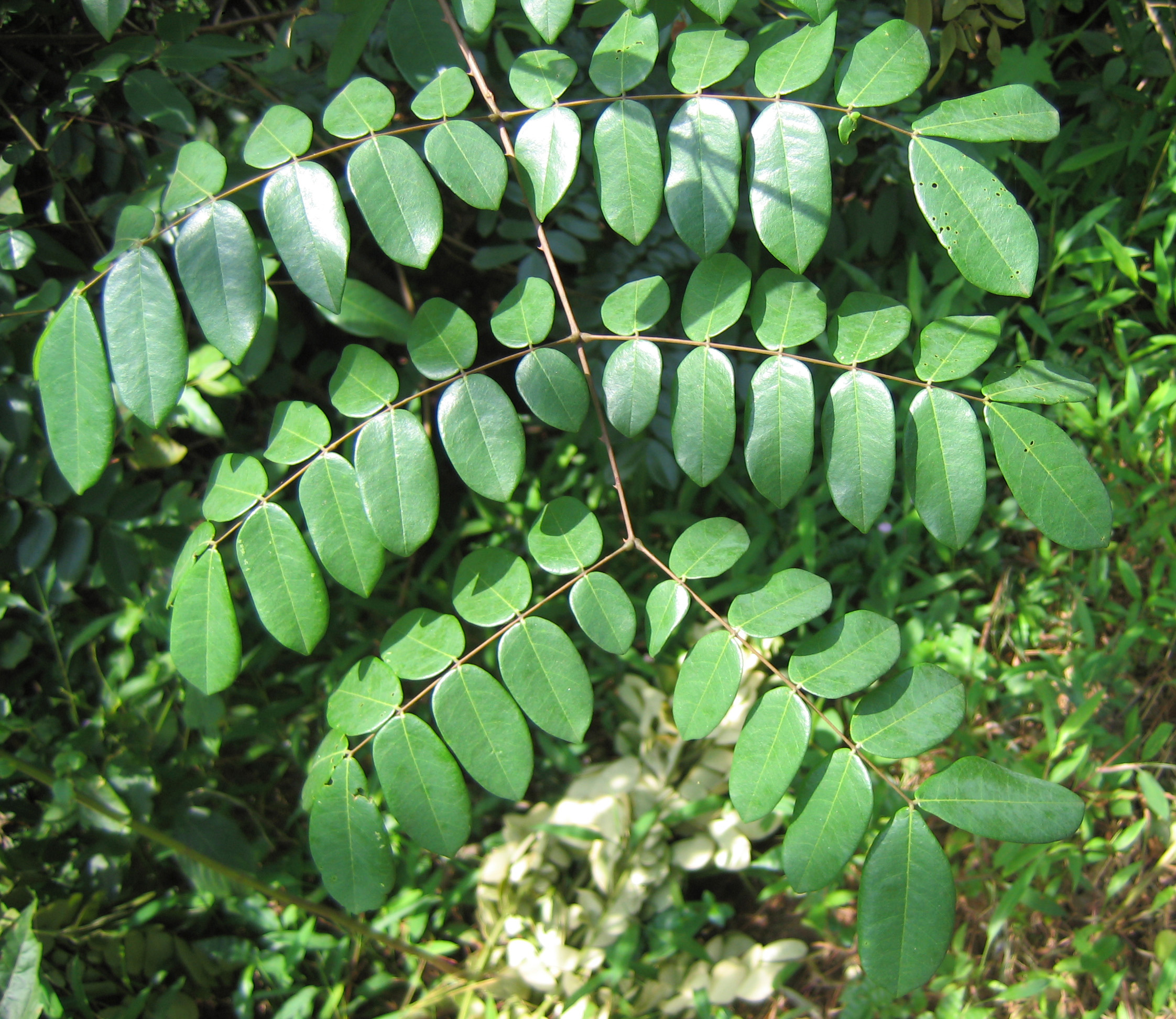
Blatt

Caesalpinia bonduc ist eine gelblich flaumig behaarte Kletterpflanze, die gerade oder etwas gebogene Stacheln bildet. Die Laubblätter sind doppelt gefiedert und 30 bis 45 Zentimeter lang. Die Blattspindel ist mit gebogenen Stacheln besetzt. Es werden sechs bis neun Paare gegenständiger Fiederchen (Fiedern höherer Ordnung) gebildet. Die Nebenblätter sind groß, blattartig, meist bis zu 2 Zentimeter lang gelappt und fallen früh ab. Je Fiederchen werden sechs bis zwölf Paar häutiger Fiederblättchen gebildet. Die Fiederblättchen sind länglich, 1,5 bis 4 Zentimeter lang und 1,2 bis 2 Zentimeter breit. Die Blättchenbasis ist schief, das Ende gerundet bis spitz und stachelspitzig. Beide Blattseiten sind flaumig behaart.
Als Blütenstände werden in Blattachseln wachsende, langstielige Trauben gebildet, die nahe der Basis nur spärlich, nahe der Spitze dicht mit Blüten besetzt sind. Die Tragblätter sind pfriemförmig, 6 bis 8 Millimeter lang, flaumig behaart und zurückgebogen. Sie fallen beim Öffnen der Blüten ab. Die Blütenstiele sind 3 bis 5 Millimeter lang. Die fünf Kelchblätter sind etwa 8 Millimeter lang und beidseitig rostrot behaart. Die Kronblätter sind gelblich, die Fahne ist rot gefleckt, verkehrt-lanzettlich und genagelt. Die Staubfäden sind kurz und nahe der Basis behaart. Der Fruchtknoten ist behaart. Die Früchte sind längliche, 5 bis 7 Zentimeter lange und 4 bis 5 Zentimeter breite, ledrige Hülsenfrüchte, die dicht mit dünnen, 5 bis 10 Millimeter langen Stacheln besetzt sind. Die Spitze ist gerundet und zeigt einen Schnabel. Je Frucht werden zwei oder drei graue, glänzende, eiförmige bis runde Samen gebildet.
Caesalpinia bonduc blüht in China im Februar und von Juli bis Oktober, die Früchte reifen von Oktober bis Mai.
Die Chromosomenzahl beträgt 2n = 24.

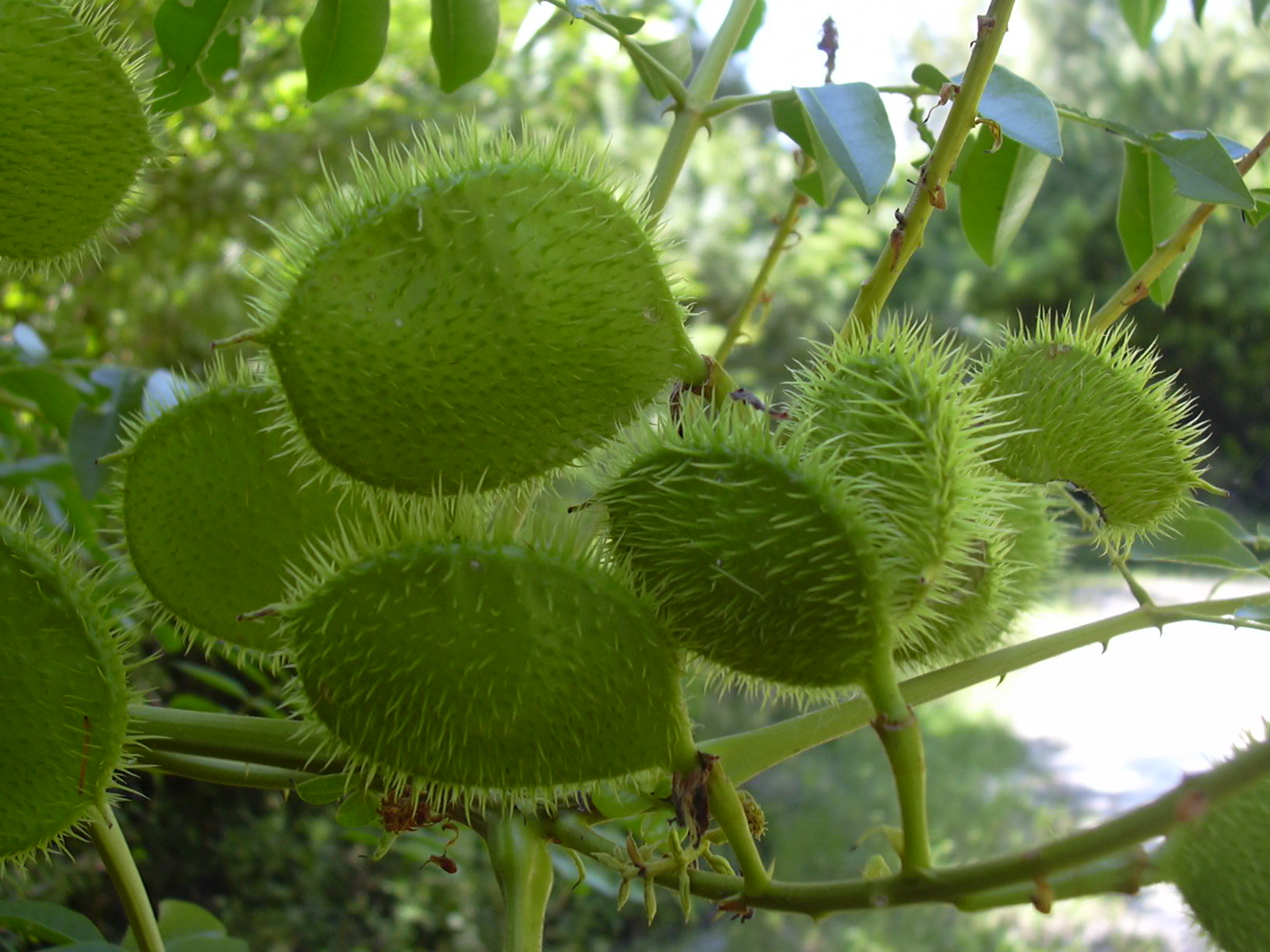
Unreife Früchte

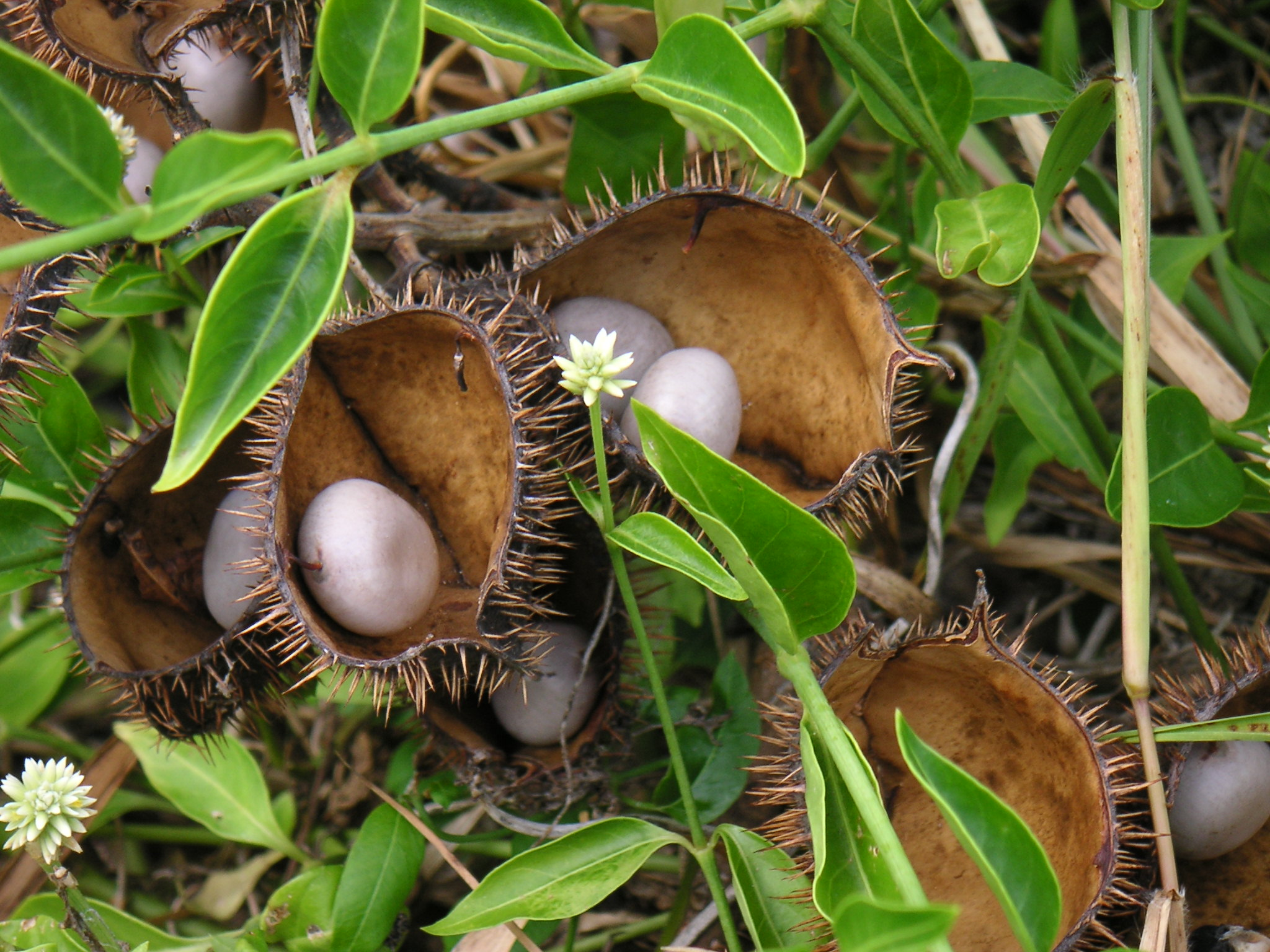
Früchte und Samen

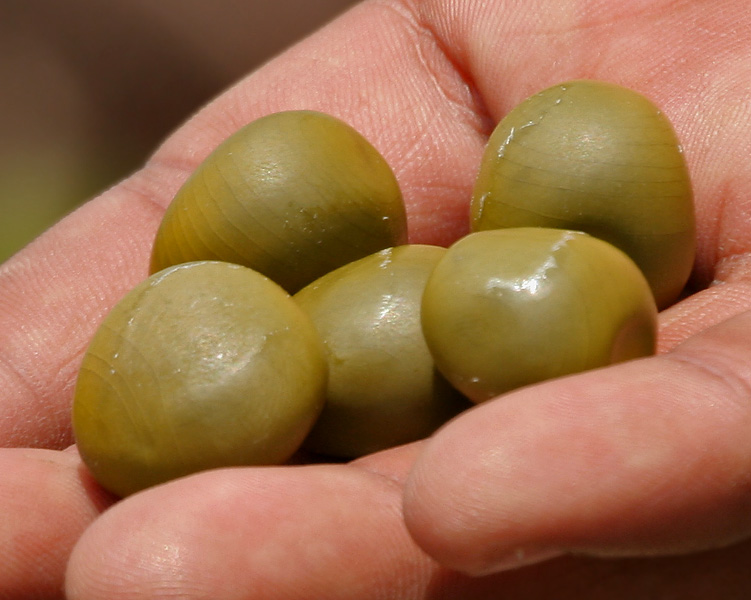
Samen

## Verbreitung und Ökologie
Die Art ist weltweit in den Tropen verbreitet. In Afrika findet man sie in Tansania, Gabun, Ghana, Nigeria, auf den Komoren und auf Madagaskar. In Amerika wächst sie in Florida und auf Hawaii in den Vereinigten Staaten, im Bundesstaat Quintana Roo in Mexiko, auf Kuba, Jamaika und Puerto Rico, in Costa Rica und Nicaragua, in Brasilien, Kolumbien, in Madre de Dios in Peru und auf den zu Ecuador gehörenden Galapagos-Inseln. Außerdem wächst sie in Papua-Neuguinea und in Asien auf Sri Lanka und in China.
In China findet man sie in den Provinzen Guangdong und Guangxi, auf Hainan und auf Taiwan. Dort wächst sie in Dickichten, am Straßenrand und in der Nähe von Meeresstränden in Höhen bis 200 Metern.

## Systematik und Forschungsgeschichte
Caesalpinia bonduc ist eine Art aus der Gattung der Caesalpinien (Caesalpinia) in der Familie der Hülsenfrüchtler (Fabaceae), in der sie zur Unterfamilie der Johannisbrotgewächse (Caesalpinioideae), Tribus Caesalpinieae gerechnet wird. Die Art wurde von Carl von Linné als Guilandina bonduc (Basionym) im ersten Band seiner Species Plantarum erstbeschrieben. William Roxburgh stellt sie dann 1831 als Caesalpinia bonduc in die Gattung Caesalpinia. Weitere Synonyme der Art lauten Bonduc minus Medik., Caesalpinia bonducella (L.) Fleming, Caesalpinia crista Thunb., Caesalpinia cristata Prowazek, Caesalpinia grisebachiana Kuntze, 
Caesalpinia sogerensis Baker f., Guillandina bonducella L., Guillandina gemina Lour., Guillandina bonduc L. und Guillandina bonducella (L.) Fleming.